# Campeonato Europeo de Halterofilia de 1921
El XIX Campeonato Europeo de Halterofilia se celebró en Offenbach (Alemania) entre el 20 y el 22 de septiembre de 1921 bajo la organización de la Federación Europea de Halterofilia (EWF) y la Federación Alemana de Halterofilia.

## Medallistas
| Evento   | Oro                               | Plata                             | Bronce                           |
| -------- | --------------------------------- | --------------------------------- | -------------------------------- |
| 60 kg    | Hans Wölpert Alemania 317,5       | Eugen Wiedemann Alemania 310,0    | Henri Graf · Suiza · 302,5       |
| 67,5 kg  | Josef Zimmermann Alemania 335,0   | Jean Schohries Alemania 327,5     | Wilhelm Stephan Alemania 325,0   |
| 75 kg    | Anton Köhle Alemania 345,0        | Otto Österlin Alemania 342,5      | Hermann Faulhaber Alemania 320,0 |
| 82,5 kg  | Fritz Hünenberger · Suiza · 375,0 | Josef Münch Alemania 345,0        | Ernst Strick Alemania 342,5      |
| +82,5 kg | Josef Straßberger Alemania 420,0  | Fritz Wenninger · Austria · 377,5 | Adam König Alemania 337,5        |

1. 1 2 3  Total (en kg) de la suma de diferentes levantamientos.

## Medallero
| Núm. | País     | Oro | Plata | Bronce | Total |
| ---- | -------- | --- | ----- | ------ | ----- |
| 1    | Alemania | 4   | 4     | 4      | 12    |
| 2    | Suiza    | 1   | 0     | 1      | 2     |
| 3    | Austria  | 0   | 1     | 0      | 1     |
|      | TOTAL    | 5   | 5     | 5      | 15    |